# Chaetothyriomycetidae
Chaetothyriomycetidae é uma subclasse de fungos, pertencentes à classe dos Eurotiomycetes, que inclui os organismos conhecidos colectivamente por fungos dematiáceos. Os membros deste taxon produzem cleistotécios através dos quais distribuem os seus esporos e a maioria ocorre sob a forma de fungos liquenizados.